# Кам'янецька округа
Ка́м'янецька окру́га — адміністративно-територіальна одиниця Української СРР в 1923–1930 роках. Утворена 1923 року у складі Подільської губернії. Окружний центр — місто Кам'янець-Подільський. 

## Адміністративний поділ
Округа, до якої увійшла частина території Кам'янецького, Ушицького і Летичівського повітів, утворена в складі 17 районів: 
1. Віньковецького, утвореного з частин Женишковецької, Зіньківської і Осламівської волостей (31 жовтня 1927 р. містечко Віньківці перейменовано на Затонське, а район став називатися Затонським);
2. Довжоцького — з частин Баговицької, Довжоцької, Орининської і Рихтецької волостей (4 грудня 1928 р. перейменований на Кам'янець-Подільський);
3. Дунаєвецького — з частин Балинської, Дунаєвецької, Мукарівської, Рахнівської і Смотрицької волостей;
4. Жванецького — з частин Баговицької, Гавриловецької, Довжоцької і Рихтецької волостей (4 грудня 1928 р. приєднаний до Кам'янець-Подільського району);
5. Зіньківського — з частин Зіньківської, Михалпільської і Ярмолинецької волостей;
6. Калюського — з частин Калюської і Струзької волостей (ліквідований 3 червня 1925 р. з приєднанням до Новоушицького району);
7. Китайгородського — з частин Баговицької і Китайгородської волостей;
8. Купинського — з частин Бережанської і Вільхоївецької волостей;
9. Лянцкорунського — з частин Бережанської, Лянцкорунської і Орининської волостей (4 грудня 1928 р. приєднаний до Орининського і Чемеровецького районів);
10. Маківського — з частин Баговицької, Балинської, Лисецької, Маківської і Рахнівської волостей (4 грудня 1928 р. приєднаний до Дунаєвецького,  Кам'янець-Подільського, Китайгородського і Смотрицького районів);
11. Миньковецького — з частин Дунаєвецької, Косиковецької, Лисецької,  Миньковецької  і Рахнівської волостей;
12. Новоушицького  —  з  частин  Заміхівської,  Капустянської,  Миньковецької,  Мукарівської, Солобковецької і Струзької волостей;
13. Орининського —  з  частин  Лянцкорунської, Маківської, Орининської,  Рихтецької  і  Циківської волостей;
14. Смотрицького — з частин Смотрицької і Циківської волостей;
15. Солобковецького — з частин Дунаевецької, Куявської, Мукарівської і Солобковецької волостей;
16. Староушицького — з частин Грушківської, Калюської, Косиковецької і Лисецької волостей;
17. Чемеровецького — з частин Бережанської і Вільховецької волостей.

Протягом 1924–1930 років змінювалися межі округи. Постановою ВУЦВК і РНК УРСР від 13 червня 1930 року Кам'янецька округа була розформована, а її територія ввійшла до складу Проскурівської округи. Постановою ЦВК і РНК СРСР від 23 липня 1930 року і ВУЦВК і РНК УРСР від 2 вересня 1930 року з 15 вересня 1930 року на території Української СРР округи були ліквідовані, у результаті чого був здійснений перехід до двоступеневої системи управління республікою (центр — район).

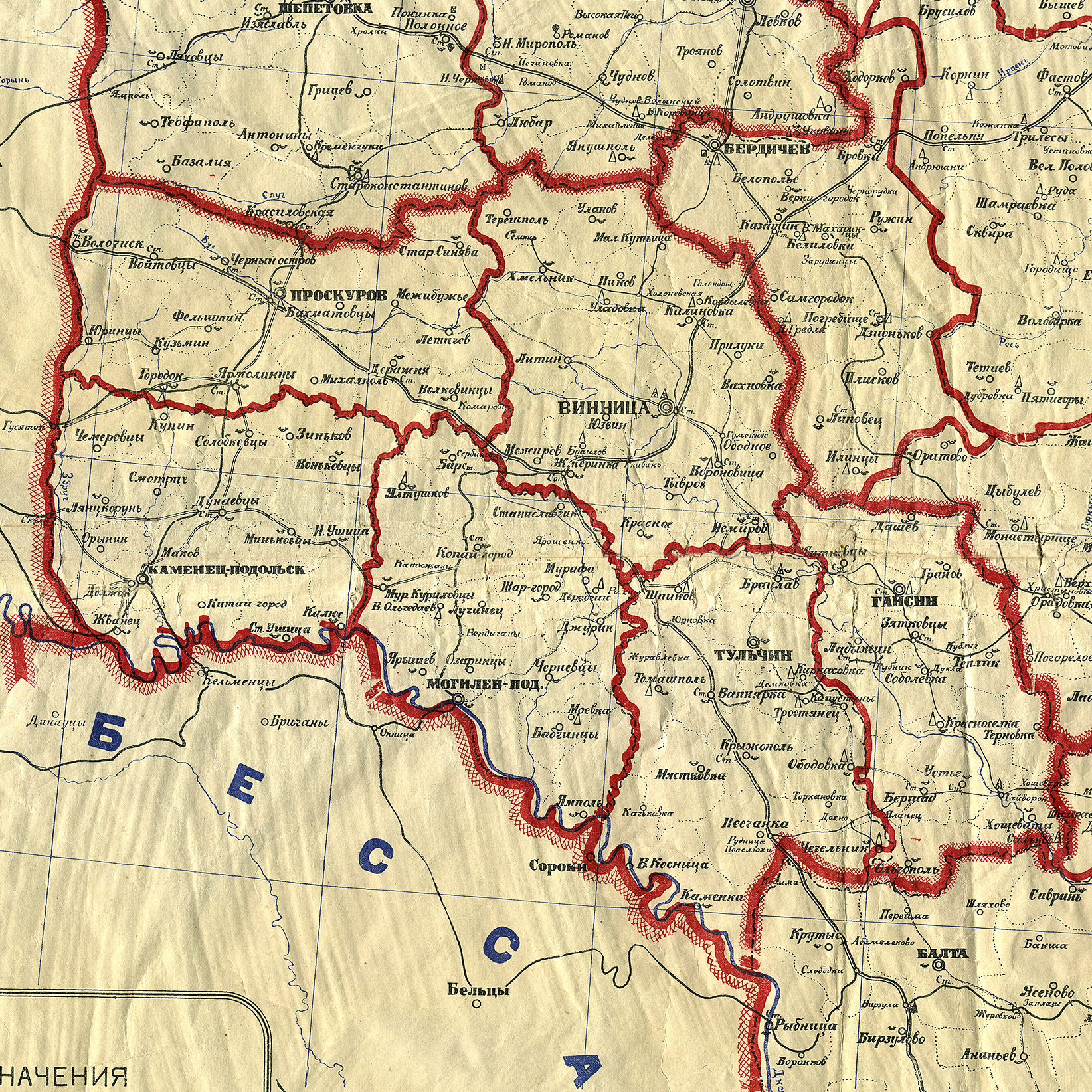
Карта Кам'янецької округи у складі Подільської губернії, 1923
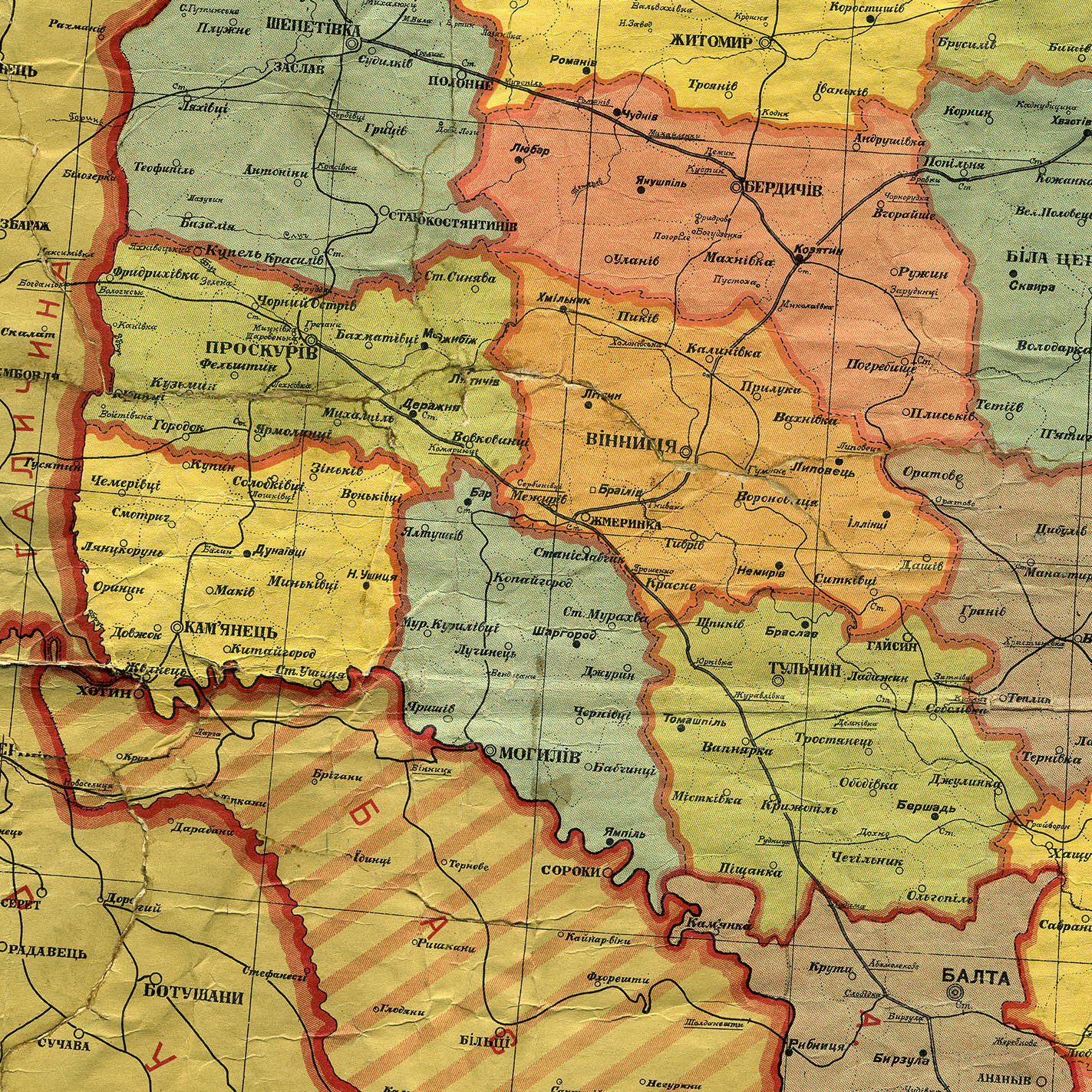
Карта Кам'янецької округи, адміністративні межі станом на 1 жовтня 1925
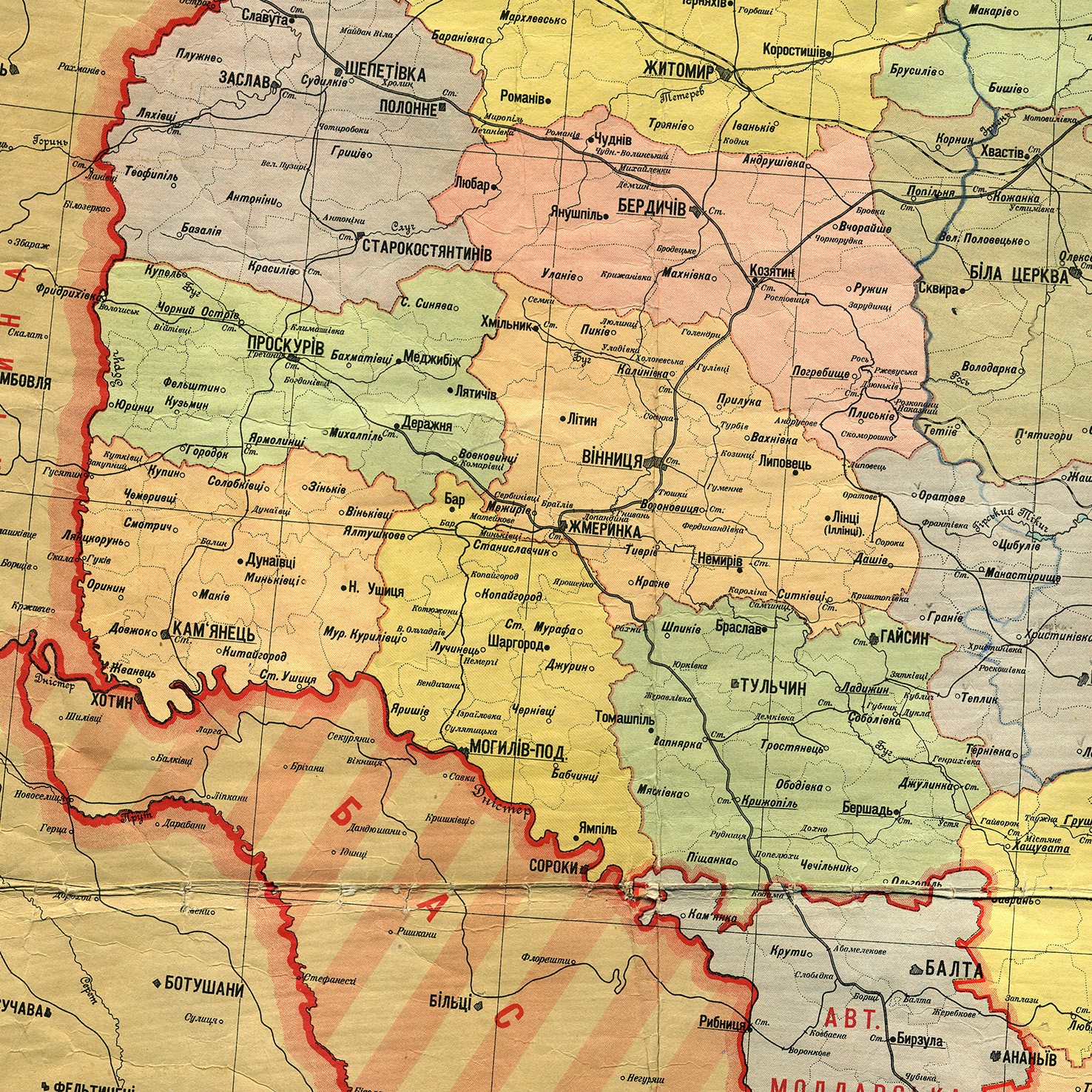
Карта Кам'янецької округи, адміністративні межі станом на 1 березня 1927

## Населення
Згідно з результатами Всесоюзного перепису населення 1926 року в окрузі проживало 541 096 осіб (47,8% чоловіків і 52,2% жінок). З них 50 560 (9,3%) були міськими жителями, а 490 536  (90,7%) сільськими.

### Національний склад
За національним складом 84% населення були українці, 8,5% євреї,  5,6% поляки, 1,6% росіяни, інші національності загалом 1%.
Населення та національний склад районів округи за переписом 1926 року:
| Район              | Населення, осіб | Національний склад, % | Національний склад, % | Національний склад, % | Національний склад, % | Національний склад, % | Національний склад, % |
| Район              | Населення, осіб | українці              | євреї                 | поляки                | росіяни               | німці                 | білоруси              |
| ------------------ | --------------- | --------------------- | --------------------- | --------------------- | --------------------- | --------------------- | --------------------- |
| м. Кам'янець       | 32 051          | 45,1                  | 39,9                  | 6,1                   | 7,2                   | 0,3                   | 0,2                   |
| Віньковецький      | 32 454          | 83,8                  | 6,1                   | 6,1                   | 3,5                   |                       |                       |
| Довжоцький         | 25 515          | 89,4                  | 0,3                   | 9,3                   | 0,5                   |                       |                       |
| Дунаєвецький       | 38 089          | 74,9                  | 14,2                  | 9,5                   | 0,5                   | 0,5                   |                       |
| Жванецький         | 23 095          | 91,5                  | 6,1                   | 1,0                   | 1,1                   |                       | 0,1                   |
| Зіньковецький      | 32 226          | 81,9                  | 9,8                   | 3,6                   | 4,5                   |                       | 0,1                   |
| Китай-Городський   | 27 640          | 91,0                  | 4,2                   | 4,0                   | 0,5                   |                       | 0,1                   |
| Купинський         | 32 463          | 86,3                  | 7,3                   | 6,1                   | 0,3                   |                       |                       |
| Лянцкорунський     | 29 209          | 89,3                  | 5,9                   | 4,0                   | 0,6                   |                       |                       |
| Маківський         | 28 367          | 90,4                  | 3,4                   | 5,6                   | 0,3                   |                       | 0,1                   |
| Міньковецький      | 34 369          | 85,5                  | 9,6                   | 4,1                   | 0,5                   |                       |                       |
| Ново-Ушицький      | 49 336          | 86,0                  | 7,3                   | 3,4                   | 3,1                   |                       |                       |
| Орининський        | 32 974          | 88,2                  | 5,7                   | 5,3                   | 0,6                   |                       |                       |
| Смотричеський      | 29 149          | 87,5                  | 6,5                   | 5,6                   | 0,1                   |                       |                       |
| Солобковецький     | 36 483          | 85,4                  | 3,9                   | 10,2                  | 0,2                   |                       | 0,1                   |
| Старо-Ушицький     | 29 022          | 93,1                  | 3,8                   | 2,4                   | 0,5                   |                       |                       |
| Чемерівський       | 28 654          | 85,0                  | 6,8                   | 7,1                   | 0,8                   |                       | 0,1                   |
| Кам'янецька округа | 541 096         | 84,0                  | 8,5                   | 5,6                   | 1,6                   | 0,1                   | 0,1                   |

### Мовний склад
Рідна мова населення Кам'янецької округи за переписом 1926 року
| Район              | Населення, осіб | Рідна мова, % | Рідна мова, % | Рідна мова, % | Рідна мова, % | Рідна мова, % |
| Район              | Населення, осіб | українська    | єврейська     | російська     | польська      | інша          |
| ------------------ | --------------- | ------------- | ------------- | ------------- | ------------- | ------------- |
| м. Кам'янець       | 32 051          | 44,7          | 36,5          | 14,2          | 3,1           | 1,5           |
| Віньковецький      | 32 454          | 89,0          | 6,1           | 3,5           | 0,8           | 0,6           |
| Довжоцький         | 25 515          | 96,0          | 0,3           | 0,7           | 2,6           | 0,4           |
| Дунаєвецький       | 38 089          | 80,9          | 14,0          | 0,8           | 3,4           | 0,9           |
| Жванецький         | 23 095          | 91,5          | 6,0           | 1,2           | 0,8           | 0,5           |
| Зіньковецький      | 32 226          | 84,8          | 9,7           | 4,6           | 0,5           | 0,4           |
| Китай-Городський   | 27 640          | 91,9          | 4,2           | 0,6           | 3,1           | 0,2           |
| Купинський         | 32 463          | 90,0          | 7,2           | 0,3           | 2,3           | 0,2           |
| Лянцкорунський     | 29 209          | 92,0          | 5,9           | 0,7           | 1,3           | 0,1           |
| Маківський         | 28 367          | 93,2          | 3,2           | 0,7           | 2,5           | 0,4           |
| Міньковецький      | 34 369          | 87,7          | 9,5           | 0,6           | 1,9           | 0,3           |
| Ново-Ушицький      | 49 336          | 87,9          | 7,4           | 3,4           | 1,0           | 0,3           |
| Орининський        | 32 974          | 92,3          | 5,6           | 0,8           | 1,1           | 0,2           |
| Смотричеський      | 29 149          | 91,8          | 6,5           | 0,2           | 1,2           | 0,2           |
| Солобковецький     | 36 483          | 91,2          | 3,9           | 0,4           | 4,3           | 0,2           |
| Старо-Ушицький     | 29 022          | 93,9          | 3,8           | 0,6           | 1,5           | 0,2           |
| Чемерівський       | 28 654          | 89,3          | 6,8           | 0,9           | 2,8           | 0,3           |
| Кам'янецька округа | 541 096         | 87,2          | 8,3           | 2,1           | 2,0           | 0,4           |

## Керівники округи

### Відповідальні секретарі окружного комітетуКП(б)У
- Хорошко Іван Данилович (1924–.06.1925)
- Горбань Михайло Карпович (.06.1925–.04.1926)
- Самойлов Олександр Митрофанович (.04.1926–1926)
- Горбань Михайло Карпович (1926–20.01.1927)
- Коваль Ксенофонт Федорович (20.01.1927–.11.1928)
- Панасенко Григорій Тарасович (.11.1928–1930)

### Голови окружного виконавчого комітету
- Гвоздецький Степан Павлович (1924–.10.1925)
- Сущенко Андрій Антонович (.10.1925–1926)
- Самойлов Олександр Митрофанович (1926–.11.1927)
- Горлинський Кирило Іванович (.11.1927–.04.1929)
- Стойкевич Володимир Михайлович (.04.1929–1930)